# Johann Christoph Friedrich von Stockmayer
Johann Christoph Friedrich Stockmayer, ab 1810 von Stockmayer, (* 12. September 1766 in Großheppach; † 26. September 1821 in Teinach) war ein württembergischer Oberamtmann.

## Leben und Beruf
Johann Christoph Friedrich Stockmayer erhielt Privatunterricht unter Anleitung von Gelehrten. Anschließend arbeitete er zwölf Jahre bei verschiedenen Dienststellen, zuletzt war er Substitut im Oberamt Maulbronn. Von 1793 bis 1803 war er als Amtmann und Gerichtsschreiber in Plochingen tätig, im November 1802 wurde er Hofkommissär.
Seine erste Oberamtmannstelle trat er 1803 beim Oberamt Giengen an. Von 1807 bis 1812 leitete er das Oberamt Tuttlingen und ab 1812 das Oberamt Kirchheim. Nach anhaltenden Differenzen mit dem Kirchheimer Amtspfleger Mutschler wurde er 1820 zum Oberamt Welzheim versetzt. Wegen der von ihm als ungerecht empfundenen Versetzung erkrankte er jedoch und befand sich seit Dezember 1820 zur Wiederherstellung seiner Gesundheit überwiegend in Kuraufenthalten.

## Ehrungen, Nobilitierung
Johann Christoph Friedrich von Stockmayer wurde am 16. Juni 1810 mit dem Ritterkreuz des Württembergischen Zivilverdienstordens ausgezeichnet, welcher mit dem Personenadel (Nobilitierung) verbunden war.